# Futbol Club Barcelona Bàsquet 2023-2024
Questa voce raccoglie le informazioni riguardanti il Futbol Club Barcelona Bàsquet nelle competizioni ufficiali della stagione 2023-2024.

## Stagione
La stagione 2023-2024 del Futbol Club Barcelona Bàsquet è la 66ª nel massimo campionato spagnolo di pallacanestro, la Liga ACB.

## Roster
Aggiornato al 31 luglio 2023.
| FC Barcelona 2023-24 | FC Barcelona 2023-24 |
| Giocatori            | Staff tecnico        |
| -------------------- | -------------------- |

| N. | Naz.                                     | Ruolo | Nome                  | Anno | Alt.   | Peso   |  |
| -- | ---------------------------------------- | ----- | --------------------- | ---- | ------ | ------ |  |
| 1  | Germania (bandiera)                      | AG    | Oscar da Silva        | 1998 | 206 cm | 104 kg |  |
| 3  | Spagna (bandiera)                        | AP    | Oriol Paulí           | 1994 | 201 cm | 84 kg  |  |
| 6  | Rep. Ceca (bandiera)                     | AC    | Jan Veselý            | 1990 | 211 cm | 110 kg |  |
| 8  | Spagna (bandiera)                        | G     | Darío Brizuela        | 1994 | 188 cm | 75 kg  |  |
| 9  | Spagna (bandiera)                        | P     | Ricky Rubio           | 1990 | 191 cm | 86 kg  |  |
| 10 | Serbia (bandiera)                        | A     | Nikola Kalinić        | 1991 | 201 cm | 105 kg |  |
| 13 | Rep. Ceca (bandiera)                     | PG    | Tomáš Satoranský      | 1991 | 200 cm | 95 kg  |  |
| 14 | Spagna (bandiera)                        | C     | Guillermo Hernangómez | 1994 | 213 cm | 113 kg |  |
| 20 | Argentina (bandiera) · Italia (bandiera) | P     | Nicolás Laprovíttola  | 1990 | 189 cm | 84 kg  |  |
| 21 | Spagna (bandiera)                        | GA    | Álex Abrines (C)      | 1993 | 199 cm | 98 kg  |  |
| 22 | Stati Uniti (bandiera)                   | AG    | Jabari Parker         | 1995 | 201 cm | 113 kg |  |
| 23 | Nigeria (bandiera) · Spagna (bandiera)   | C     | James Nnaji           | 2004 | 212 cm | 113 kg |  |
| 24 | Spagna (bandiera)                        | G     | Michael Caicedo       | 2003 | 199 cm | 90 kg  |  |
| 31 | Lituania (bandiera)                      | P     | Rokas Jokubaitis      | 2000 | 194 cm | 91 kg  |  |
| 41 | Italia (bandiera)                        | GA    | Dame Sarr             | 2006 | 198 cm |        |  |
| 43 | Lituania (bandiera)                      | P     | Kasparas Jakucionis   | 2006 | 192 cm |        |  |
| 44 | Spagna (bandiera)                        | A     | Joel Parra            | 2000 | 202 cm | 95 kg  |  |

| Allenatore |
| - Roger Grimau |
| Assistente/i |
| - David García - Carles Marco - Óscar Orellana - Víctor Sada Legenda - (C) Capitano - (IN) Inattivo - Infortunato Roster |

## Mercato

### Sessione estiva
| Acquisti | Acquisti              | Acquisti          | Acquisti      | Acquisti |
| R.a      | Nome                  | da                | Modalità      |          |
| -------- | --------------------- | ----------------- | ------------- | -------- |
| P        | Agustín Ubal          | Bilbao Berri      | fine prestito |          |
| G        | Darío Brizuela        | Málaga            | svincolato    |          |
| GA       | Michael Caicedo       | Fundación Granada | fine prestito |          |
| A        | Joel Parra            | Joventut Badalona | svincolato    |          |
| AG       | Jabari Parker         | Free agent        | svincolato    |          |
| C        | Guillermo Hernangómez | N.O. Pelicans     | svincolato    |          |

| Cessioni | Cessioni       | Cessioni             | Cessioni       | Cessioni |
| R.       | Nome           | a                    | Modalità       |          |
| -------- | -------------- | -------------------- | -------------- | -------- |
| P        | Agustín Ubal   | Palencia             | prestito       |          |
| G        | Kyle Kuric     | Zenit S. Pietroburgo | fine contratto |          |
| GA       | Cory Higgins   | Free agent           | rescissione    |          |
| A        | Sergi Martínez | Girona               | prestito       |          |
| AG       | Nikola Mirotić | Olimpia Milano       | rescissione    |          |
| C        | Sertaç Şanlı   | Fenerbahçe           | fine contratto |          |
| C        | Mike Tobey     | Stella Rossa         | fine contratto |          |

### Dopo l'inizio della stagione
| Acquisti | Acquisti    | Acquisti   | Acquisti        | Acquisti   |
| R.       | Nome        | da         | Data            | Modalità   |
| -------- | ----------- | ---------- | --------------- | ---------- |
| P        | Ricky Rubio | Free agent | 6 febbraio 2024 | svincolato |

| Cessioni | Cessioni        | Cessioni | Cessioni         | Cessioni |
| R.       | Nome            | a        | Data             | Modalità |
| -------- | --------------- | -------- | ---------------- | -------- |
| G        | Michael Caicedo | Girona   | 21 febbraio 2024 | prestito |